# Šimeón

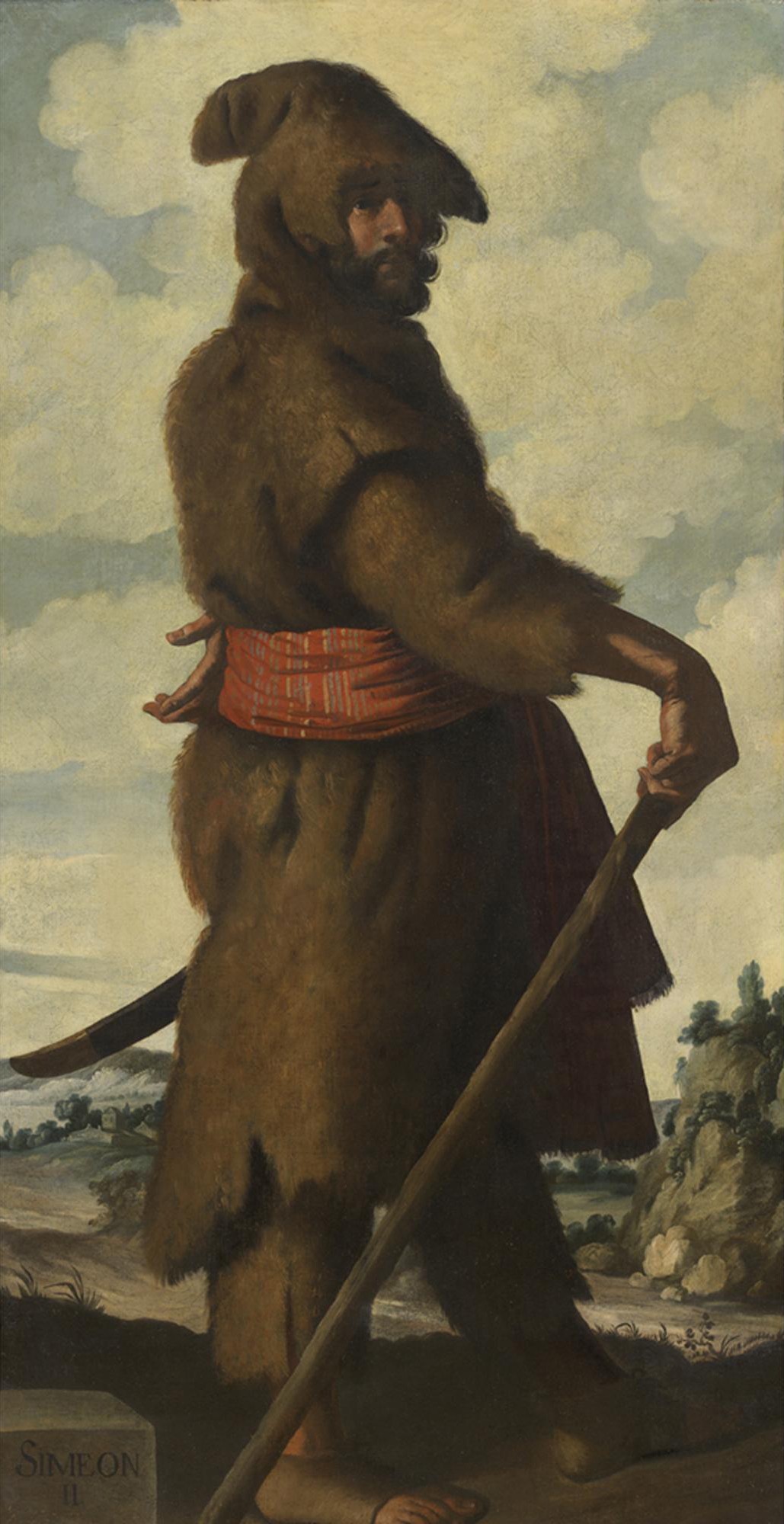
Šimeón na obraze španělského malíře Francisca de Zurbarána

Šimeón (hebrejsky שִׁמְעוֹן‎, Šim'on), v českých biblických překladech přepisováno též jako Šimon či Simeon, je jméno druhého Jákobova syna, kterého mu porodila manželka Lea. Jméno se vykládá jako „Vyslyšánek“ a vyjadřuje matčinu radost nad tím, že ji Hospodin vyslyšel a dopřál ji dalšího syna, ačkoliv ji její muž nezahrnoval takovou láskou jako její sestru Ráchel, která byla jeho druhou ženou. Jménem tohoto syna byl též nazýván jeden z izraelských kmenů.
Samotný Šimeón byl podle všeho tak trochu horká hlava. Svému otci a dalším blízkým totiž několikrát ztrpčil život svou prchlivostí. Byl společně s bratrem Lévim iniciátorem kruté pomsty na obyvatelích města Šekem za to, že jeho sestra Dína byla znásilněna jedním z jeho význačných představitelů. Také zřejmě sehrál roli iniciátora, který chtěl podnítit své bratry k tomu, aby se pokusili zabít svého bratra Josefa. Usuzuje se tak z toho, že Josef na oplátku později nechal Šimeóna spoutat a na delší dobu uvěznit. Když se Jákob před svou smrtí loučil se svými syny, připomenul a proklel Šimeónovu prchlivost a předpověděl, že jeho potomci v zaslíbené zemi neobdrží souvislé území.
Podle židovské tradice se Šimeón oženil se svou sestrou Dínou, s níž měl pět synů. Podle další tradice pojal za manželku též jednu ze zajatých dívek města Šekem, jež se jmenovala Buna a stala se služebnou Díny, a ta mu porodila syna, kterému dal jméno Šaúl.

## Další osoby téhož jména vBibli
- syn Charimův,[11] navrátilec z babylónského exilu, který pocházel z kněžského rodu a na Ezdrášovu výzvu zapudil svou pohanskou manželku
- jeden z předků Ježíše Krista[12]
- zbožný a spravedlivý muž, který žil v Jeruzalémě v době Ježíšova narození,[13] viz Simeon (prorok)
- dva apoštolé Ježíše Krista, a sice Šimon Kananejský a Petr, jenž byl též nazýván jménem Šimon
- otec Jidáše Iškariotského[14]
- samařský čarodějník[15], jenž je v mimobiblické literatuře znám též pod označením Šimon Mág a jenž je považován za mytického zakladatele gnóze
- další osoby, o nichž jsou zmínky v Novém zákoně[16][17][18][19]